# Гурка, Станислав
Граф Станислав Гурка (1538 — 23 октября 1592) — государственный и военный деятель Речи Посполитой, воевода познанский (1573—1592), староста гнезненский, валчский, коловский, буковский.

## Биография
Представитель знатного польского магнатского рода Гурков герба «Лодзя». Младший (третий) сын каштеляна познанского и генерального старосты великопольского Анджея Гурки (ок. 1500—1551) и Барбары Курозвенцкой (ум. 1545). Старшие братья — воевода познанский Лукаш Гурка (ок. 1533—1573) и генеральный староста великопольский Анджей Гурка (ок. 1534—1583).
В 1554-1555 годах учился в университете Виттенберга. В 1557 году участвовал в походе польско-литовской армии на Ливонский орден, в 1565 году принимал участие в Ливонской войне с Русским государством.
В 1572-1573 годах, во время бескоролевья в Речи Посполитой, Станислав Гурка поддерживал вначале кандидатуру пражского бургграфа Вильгельма фон Розенберга, а затем французского принца Генриха Валуа. В 1573 году после смерти своего старшего брата Лукаша Гурки Станислав Гурка получил должность воеводы познанского. В 1574 году встречал Генриха Валуа на границе Речи Посполитой и в Познани, затем развлекал его в Курнике. Во время коронационного сейма Станислав Гурка выступал за шляхетские свободы. Летом 1574 года после бегства Генриха из Польши Станислав Гурка поддержал кандидатуру германского императора Максимилиана Габсбурга на королевский престол, но затем, когда примас Якуб Уханский объявил Максимилиана новым королём, вместе с родом Зборовских выдвинул кандидатуру трансильванского князя Стефана Батория, но с условием, его женитьбы на Анне Ягеллонке. При его соедйствии сторонники С. Батория одержали победу в Великой Польше. Во главе военных отрядов участвовал в битве под Енджеювом, затем руководил обороной Кракова от австрийцев и встречал на границе нового короля. 18 мая 1576 года войска под командованием Станислава Гурки взяли замок Ланцкорона, которую оборонял воевода серадзский Альбрехт Лаский, приверженец Максимилиана.
В 1578 году воевода познанский Станислав Гурка вместе со Зборовскими перешел в оппозицию к канцлеру великому коронному Яну Замойскому. Боролся в Великой Польше со сторонниками короля и канцлера, установил контакты с Габсбургами. В 1579 году на сейме отказался платить налоги на Ливонскую войну, а затем на сейме выступил против предложений Стефана Батория по изменениям в избрании королей. Являлся ревностным лютеранином.
В 1583 году Станислав Гурка сблизился с примасом, который также находился в оппозиции к Стефану Баторию и Яну Замойскому. Поддерживал Зборовских, в пользу которых активно агитировал в Великой Польше. В 1585 году на сейме выступал в защиту Кшиштофа Зборовского.
После смерти польского короля Стефана Батория (1586) Станислав Гурка поддержал кандидатуру австрийского эрцгерцога Максимилиана Габсбурга. Сопровождал эрцгерцога по пути от Оломоуца до Кракова с собственным отрядом (более 1000 воинов) и артиллерией. В январе 1588 года в битве с польской армией под командованием Яна Замойского под Бычиной был взят в плен. Станислав Гурка был заключен в Красныставе, откуда его освободили по амнистии в 1589 году. После освобождения не прекратил оппозиционной деятельности, но постепенно утратил своё влияние.
Был одним из богатейших магнатов Речи Посполитой. Ему принадлежали имения в Великопольше, Малопольше и Червонной Руси. Построил замок в Курнике и дворец в Познани.
23 октября 1592 года воевода познанский Станислав Гурка внезапно скончался в Блоне под Варшавой. Являлся последним представителем великопольского магнатского рода Гурков.

## Семья
Был женат на Ядвиге Собоцкой, от брака с которой не имел детей.